# Stade du Ville
Stade du Ville lub Stade du Nacional - to wielofunkcyjny stadion w mieście Dżibuti, stolicy Dżibuti. Obecnie jest używany głównie dla meczów piłki nożnej oraz zawodów lekkoatletycznych. Swoje mecze rozgrywają na nim reprezentacja Dżibuti w piłce nożnej oraz drużyny piłkarskie AS Port, Gendarmerie Nationale, FC Société Immobilière de Djibouti i zespoły z innych miast. Stadion może pomieścić do 10 000 osób. W kwietniu 2007 roku Stade otrzymał sztuczną murawę boiska w ramach programu FIFA "Wygraj w Afryce". Zbudowany został przez Chiny, jest nazwany imieniem pierwszego Prezydenta Dżibuti Hassan Gouled Aptidon. Został otwarty 26 czerwca 1993.